# Port du Pla d'Aube
Ne doit pas être confondu avec Pic du Pla d'Aube ou Pic du Port du Pla d'Aube.
Le port du Pla d'Aube  (en espagnol collada de la Plana del Alba) est un col de montagne pédestre frontalier des Pyrénées à 2 433 ou 2 434 mètres d'altitude entre le département français des Hautes-Pyrénées, en Occitanie, et la province espagnole de Huesca, en Aragon.
Il est situé sur la frontière franco-espagnole.

## Géographie
Le port du Pla d'Aube est encadré par le pic du Port du Pla d'Aube (2 503 m) au nord et le pic de Lourdes (2 648 m) au sud. Il abrite la croix frontière no 315.
Côté français, le col se trouve dans la vallée de la Canau intégrée dans la vallée d'Ossoue.

### Hydrographie
Le col délimite la ligne de partage des eaux entre le bassin de l'Adour, qui se déverse dans l'Atlantique côté nord, et le bassin de l'Èbre, qui coule vers la Méditerranée côté sud.

## Protection environnementale
Le col est situé dans le parc national des Pyrénées et fait partie d'une zone naturelle protégée, classée ZNIEFF de type 1, « vallons d'Ossoue et d'Aspé », et de type 2, « haute vallée du gave de Pau : vallées de Gèdre et Gavarnie ».

## Voies d'accès
Côté français, versant ouest, au départ du barrage d'Ossoue (1 834 m), prendre le GR 10 en direction de la cabane de Lourdes puis  bifurquer le long du ruisseau de Lécadé. 
Côté espagnol, le col donne accès à la vallée de l'Ara par le barranco du Cardal.